# Hughes Brook
Hughes Brook is een gemeente (town) in de Canadese provincie Newfoundland en Labrador. De gemeente ligt net buiten de stad Corner Brook, nabij de westkust van het eiland Newfoundland.

## Geschiedenis
In 1975 werd het dorp een gemeente met de status van local government community (LGC). In 1980 werden LGC's op basis van The Municipalities Act als bestuursvorm afgeschaft. De gemeente werd daarop automatisch een community om een aantal jaren later uiteindelijk een town te worden.

## Geografie
Hughes Brook ligt 2 km ten noordoosten van het oostelijke uiteinde van Humber Arm, de grootste en meest zuidelijke arm van de Bay of Islands. Zo'n 4 km naar het zuidwesten toe ligt Corner Brook, de enige stad aan de westkust van Newfoundland.
De gemeente wordt aangedaan door Route 440, die van Corner Brook 40 km noordwestwaarts loopt tot in Cox's Cove.

## Demografie
Hughes Brook maakt deel uit van de Agglomeratie Corner Brook. Demografisch kende de gemeente, anders dan de meeste gemeenten op Newfoundland, de laatste decennia een sterke groei. Tussen 1991 en 2016 steeg de bevolkingsomvang van 166 naar 255. Dat komt neer op een stijging van 53,6% in 25 jaar tijd. Tussen 2016 en 2021 vond er echter een beperkte terugval plaats.
| Demografische ontwikkeling van Hughes Brook tussen 1961 en 2021            |
| -------------------------------------------------------------------------- |
|                                                                            |
| Bron: Statistics Canada (1961–1986, 1991–1996, 2001–2006, 2011–2016, 2021) |